# Condominio di via San Biagio
Il condominio situato in via San Biagio 5-9 è un edificio residenziale di Pistoia.

## Storia
Nel 1965, l'architetto Giovanni Battista Bassi, con la collaborazione del fratello Giampiero, viene incaricato di progettare un edificio condominiale dal proprietario di un lotto di terreno di 1100 m² lungo la via San Biagio. Dopo l'approvazione da parte dell'Ufficio tecnico del comune, il terreno e il progetto vengono venduti all'impresa Casseri, che si occuperà della realizzazione dell'immobile.
I lavori vengono conclusi nel 1967 e gli alloggi sono venduti come case d'abitazione, a eccezione degli ambienti del piano terreno, destinati a uffici e utilizzati dalla Ragioneria provinciale dello stato.
L'edificio non ha subito, nel tempo, sostanziali trasformazioni ed è stato oggetto della sola ordinaria manutenzione, con il rinnovo di parte delle finiture.

## La critica
Un'ampia descrizione dell'opera, corredata da grafici e fotografie, appare in un volume di Giampiero Aloi , che sottolinea l'importanza della ricerca di differenziazione tra gli alloggi. Il condominio viene inserito nel catalogo della "Prima triennale itinerante di architettura contemporanea", nel dicembre 1966, e nella mostra, e relativo catalogo, sull'attività di Giovanni Battista Bassi e Marco Dezzi Bardeschi tenuta al Castello Malaspina di Massa nel 1972. Nel 1975, immagini fotografiche dell'edificio appaiono su "L'architettura - cronache e storia" .

## Architettura
L'unità abitativa di via San Biagio viene realizzata in anni di forte espansione edilizia della città di Pistoia, con conseguente saturazione, da parte dell'edilizia privata, delle aree esterne alla cerchia delle mura medievali, soprattutto nella fascia settentrionale.
L'architetto Bassi si propone qui di individuare una soluzione alle caratteristiche negative degli edifici multipiano che affollano le periferie urbane, pur nella consapevolezza delle esigenze speculative dei costruttori. Una delle principali caratteristiche negative è l'anonimato degli appartamenti, dovuto alla ripetitività degli schemi distributivi con conseguente monotonia degli esterni e difficoltà di identificazione dei fruitori con il proprio alloggio: "Nell'impianto generale questo edificio rispecchia la precisa ricerca del progettista della massima differenziazione degli alloggi tale da consentire una vita condominiale più libera, più caratterizzata pur tenendo conto di evidenti necessità di mercato" .
Questo intento viene raggiunto attraverso la realizzazione di alloggi su uno, due e tre piani, mediante la cura dei dettagli negli esterni, diversificando molto le finestrature e, ancora, dotando ogni alloggio di ampi spazi all'aperto con terrazzi privati e anche condominiali, che vengono a costituire una sorta di percorsi interni all'edificio.
Uno sviluppo in altezza non indifferente, su sei piani, consente di ottenere la cubatura desiderata. Su una base abbastanza compatta, di tre piani oltre al terreno, si innalzano due corpi, di altri tre piani, distaccati tra loro.
Questa conformazione, l'accentuazione formale dei comignoli nonché l'uso di angoli concavi e convessi hanno probabilmente fatto meritare all'edificio il paragone, frequentemente fatto tra i pistoiesi, con una nave.
Il blocco di tre piani autonomo verso est ospita una "villa pensile". Il tema architettonico culmina in alto con un alloggio su tre piani inteso come unità abitativa pensile che, sfruttando le centralizzazioni condominiali, assume ed esalta per la sua disposizione in altezza e nell'aria, le appetibilità di una vita concepita nel rispetto della propria individualità unifamiliare concretizzata, nella accezione comune, solo dalla villa posta in un proprio lotto di terreno.